# Červenice
Červenice (německy Tscherwenitz) je malá vesnice, část obce Pěnčín v okrese Liberec. Nachází se asi 3,5 kilometru severně od Pěnčína. Červenice leží v katastrálním území Kamení o výměře 2,5 km².

## Historie
První písemná zmínka o vesnici pochází z roku 1719.